# Ravna Gora, Burgas
Ravna Gora (în bulgară Равна Гора) este un sat în comuna Sozopol, regiunea Burgas,  Bulgaria. 

## Demografie
Componența etnică a satului Ravna Gora
     Turci (26,28%)
     Bulgari (21,9%)
     Romi (46,37%)
     Nicio identificare (5,43%)
La recensământul din 2011, populația satului Ravna Gora era de 662 locuitori. Nu există o etnie majoritară, locuitorii fiind romi (46,37%), turci (26,28%) și bulgari (21,9%). Pentru 5,43% din locuitori nu este cunoscută apartenența etnică.